# Werner Wegscheider

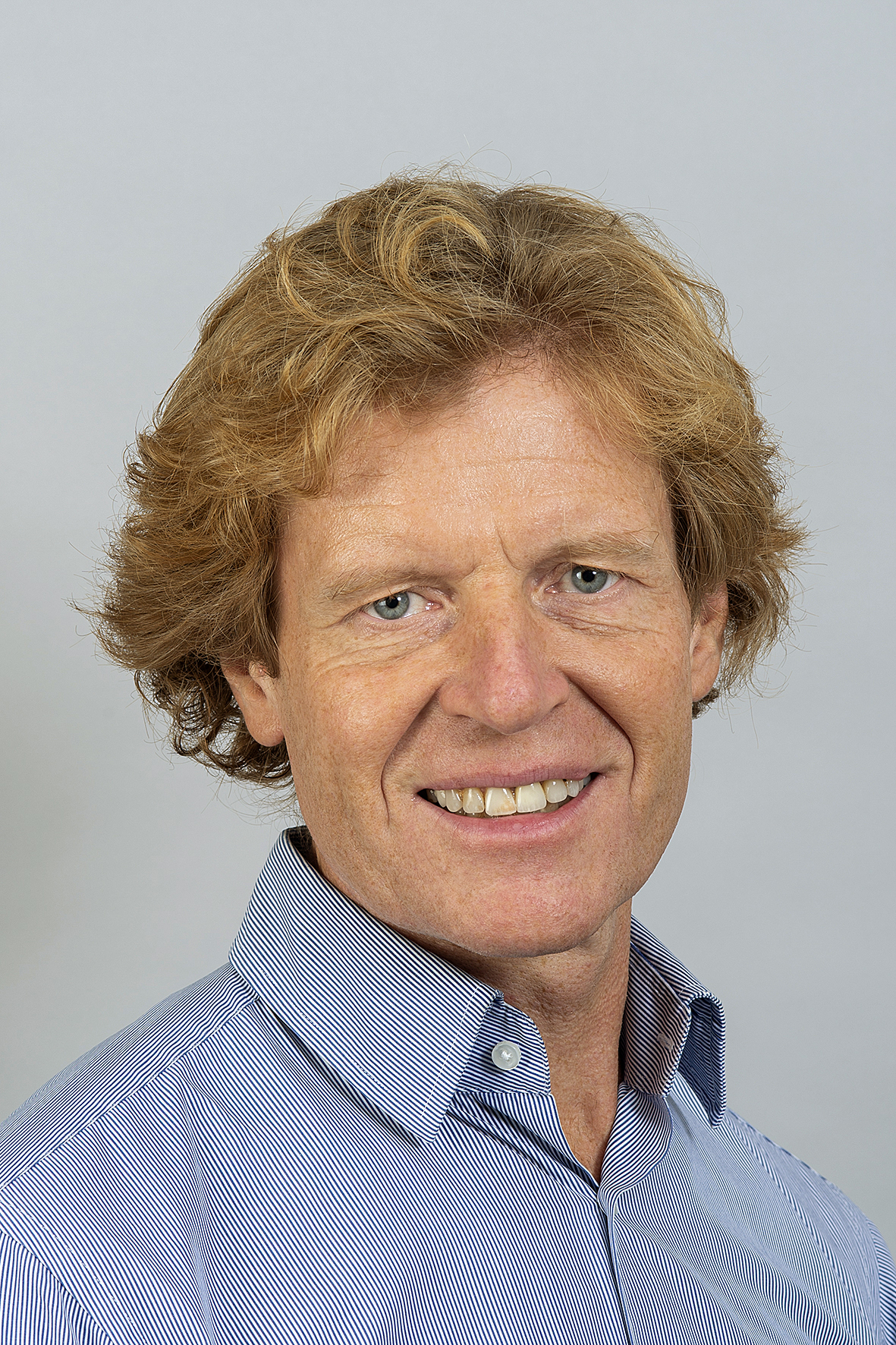
Werner Wegscheider (2019)

Werner Wegscheider (* 1963) ist seit 2009 Ordentlicher Professor für Festkörperphysik an der ETH Zürich. Nach seinen Angaben werden unter seiner Leitung die „weltweit reinsten Halbleiter“ hergestellt.

## Leben und Arbeit
Wegscheider absolvierte ein technisches Studium, das er 1988 mit der Masterprüfung (Diplom) im Fachbereich Physik an der Technischen Universität München abschloss. Der Titel seiner Arbeit unter Gerhard Abstreiter im November 1988 lautete Si/Ge and Ge/α-Sn superlattices: Fabrication und transmission-electron-microscopical characterization. Danach war er Postdoc am Walter Schottky Institute (WSI), von März 1992 bis August 1994 in den AT&T Bell Laboratories in Murray Hill und anschließend bis Februar 1999 wieder am WSI. 1998 folgte seine Habilitation am gleichen Studienort.
Zwischen März 1999 und Februar 2009 folgten für Wegscheider mehrere Visiting Professor-Stellen in Regensburg, Santa Barbara, Pisa, an der Université Paris-Saclay und schließlich an der ETH Zürich. In Regensburg hatte er zunächst die Mitgliedschaft in der Haushaltskommission und dann die des Dekans inne. Seit 2009 ist Wegscheider mit verschiedenen Aufgaben an der ETHZ betraut:
- Von 2011 bis 2022 war er Mitglied der Hochschulversammlung, seit 2016 ihr Präsident.
- Seit 2011 ist er Mitglied der Konferenz des Lehrkörpers.
- Von 2011 bis 2015 und von 2023 bis 2025 war er Leiter des Labors für Festkörperphysik.